# Mistrzostwa Świata w Narciarstwie Alpejskim 1937
7. Mistrzostwa Świata w Narciarstwie Alpejskim odbywały się od 13–15 lutego 1937 we francuskiej miejscowości Chamonix. Były to pierwsze w historii zawody tego cyklu rozgrywane we Francji. Rozgrywano trzy konkurencje zjazd, slalom i kombinację, zarówno kobiet jak i mężczyzn. Mistrzostwa zdominowali Francuz Émile Allais oraz reprezentująca III Rzeszę Christl Cranz, zdobywcy wszystkich złotych medali. W klasyfikacji medalowej zwyciężyła reprezentacja gospodarzy, która zdobyła 5 medali, w tym 3 złote i 2 srebrne. Najwięcej medali zdobyła jednak reprezentacja III Rzeszy, 8, w tym 3 złote, 1 srebrny i 4 brązowe.

## Wyniki

### Mężczyźni
| Konkurencja          | Data         | Złoto        | Wynik  | Srebro                                | Wynik  | Brąz          | Wynik  |
| Zjazd szczegóły      | 13 lutego    | Émile Allais | 4:03,4 | Maurice Lafforgue Giacinto Sertorelli | 4:16,4 |               |        |
| Slalom szczegóły     | 15 lutego    | Émile Allais | 2:10,8 | Wilhelm Walch                         | 2:11,4 | Roman Wörndle | 2:14,4 |
| Kombinacja szczegóły | 13-15 lutego | Émile Allais | 400,4  | Maurice Lafforgue                     | 428,0  | Willi Steuri  | 430,6  |

### Kobiety
| Konkurencja          | Data         | Złoto         | Wynik  | Srebro            | Wynik  | Brąz            | Wynik  |
| Zjazd szczegóły      | 13 lutego    | Christl Cranz | 5:17,0 | Nini von Arx-Zogg | 5:21,2 | Käthe Grasegger | 5:38,8 |
| Slalom szczegóły     | 15 lutego    | Christl Cranz | 2:29,2 | Käthe Grasegger   | 2:36,2 | Lisa Resch      | 2:39,6 |
| Kombinacja szczegóły | 13-15 lutego | Christl Cranz | 511,0  | Nini von Arx-Zogg | 536,0  | Käthe Grasegger | 541,8  |

| Lp. | Państwo    | złoto | srebro | brąz | razem |
| --- | ---------- | ----- | ------ | ---- | ----- |
| 1.  | Francja    | 3     | 2      | 0    | 5     |
| 2.  | III Rzesza | 3     | 1      | 4    | 8     |
| 3.  | Szwajcaria | 0     | 2      | 1    | 3     |
| 4.  | Austria    | 0     | 1      | 0    | 1     |
| 4.  | Włochy     | 0     | 1      | 0    | 1     |